# Епархия Форт-Уэйна — Саут-Бенда
Епархия Форт-Уэйна — Саут-Бенда (лат. Dioecesis Wayne Castrensis-South Bendensis) — епархия Римско-Католической церкви с центром в городе Форт-Уэйн, США. Епархия Форт-Уэйна — Саут-Бенда входит в митрополию Индианаполиса. Кафедральным собором епархии Форт-Уэйна — Саут-Бенда является Собор Непорочного зачатия Пресвятой Девы Марии. В городе Саут-Бенд находится сокафедральный Собор святого Матфея.

## История
8 января 1857 года Святой Престол учредил епархию Форт-Уэйна, выделив её из епархии Винсенна (сегодня — Архиепархия Индианаполиса). 21 октября 1944 года и 10 декабря 1956 года епархия Форт-Уэйна передала часть своей территории новым епархиям Лафейетта и Гэри.
28 мая 1960 года епархия Форт-Уэйна была переименована в епархию Форт-Уэйна — Саут-Бенда.

## Ординарии епархии
- епископ Джон Генри Люэрс[англ.] (22.12.1857 — 29.06.1871)
- епископ Джозеф Грегори Двенгер[англ.] (10.02.1872 — 22.01.1893)
- епископ Джозеф Радемахер[англ.] (15.07.1893 — 12.06.1900)
- епископ Герман Джозеф Алердинг[англ.] (30.08.1900 — 06.12.1924)
- епископ Джон Фрэнсис Нолл[англ.] (12.05.1924 — 31.07.1956) — архиепископ ad personam с 1953
- епископ Лео Алоизиус Персли[англ.] (29.12.1956 — 24.08.1976)
- епископ Уильям Эдвард Макманус[англ.] (24.08.1976 — 18.02.1985)
- епископ Джон Майкл Д’Арси[англ.] (18.02.1985 — 14.11.2009)
- епископ Кевин Карл Роудс[англ.] (с 14.11.2009)

## Источник
- Annuario Pontificio, Libreria Editrice Vaticana, Città del Vaticano, 2003, ISBN 88-209-7422-3